# Krasny Oktjabr (Kurgan, Kargapolski)
Krasny Oktjabr (russisch Кра́сный Октя́брь) ist eine Siedlung städtischen Typs in der Oblast Kurgan in Russland mit 4234 Einwohnern (Stand 14. Oktober 2010).

## Geographie
Der Ort liegt etwa 40 km Luftlinie nordwestlich des Oblastverwaltungszentrums Kurgan im südwestlichen Teil des Westsibirischen Tieflands in einem größeren Waldgebiet am linken Ufer des Kleinen Ik (Maly Ik), der einige Kilometer nordöstlich von rechts in den Oberlauf des linken Tobol-Nebenflusses Ik mündet.
Krasny Oktjabr gehört Rajons Kargapolski und befindet sich gut 40 km südöstlich von dessen Verwaltungszentrum Kargapolje. Die Siedlung ist Sitz und einzige Ortschaft der Stadtgemeinde (gorodskoje posselenije) Rabotschi possjolok Krasny Oktjabr.

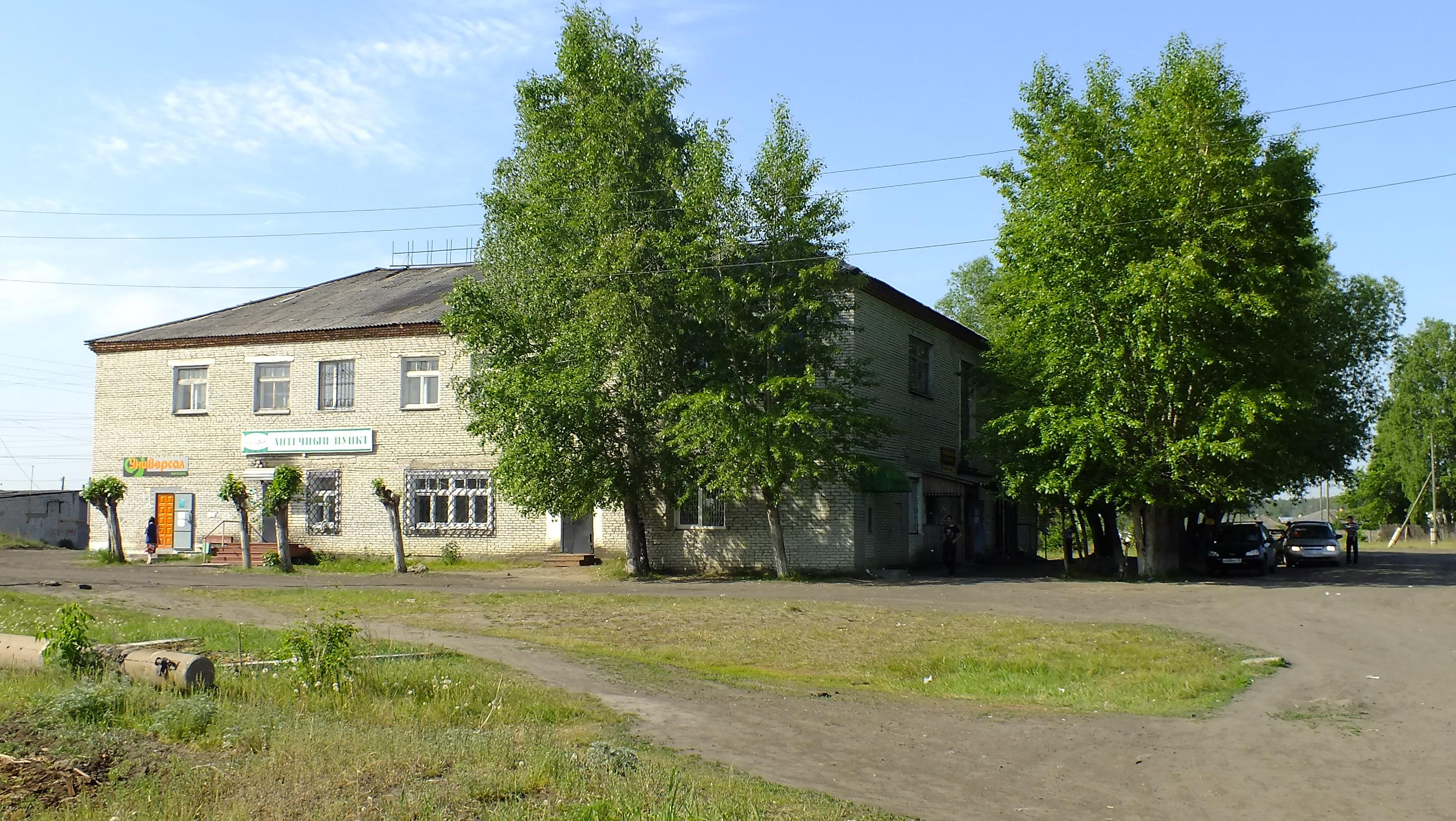
Siedlungsverwaltung
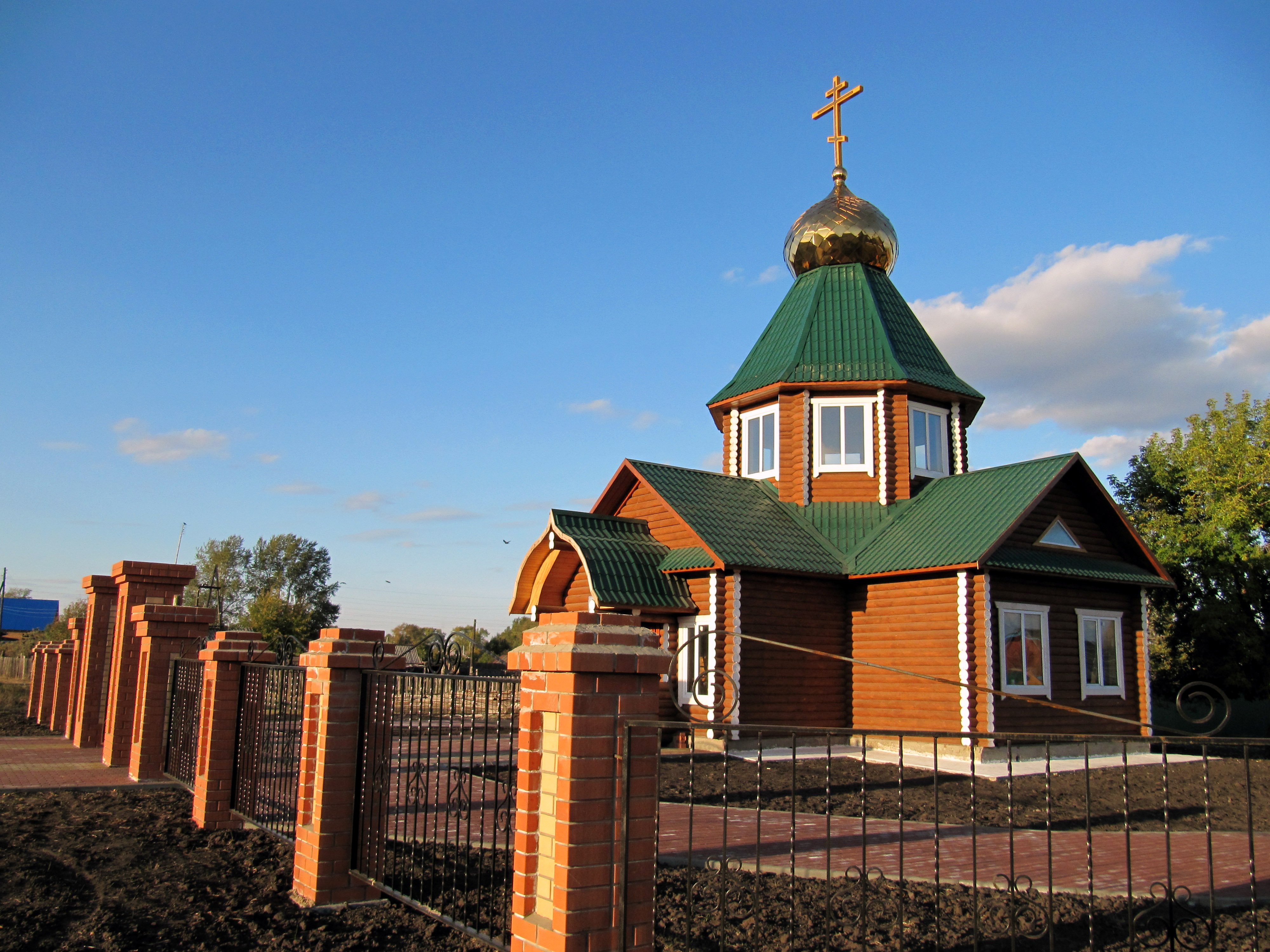
Christi-Verklärungs-Kirche
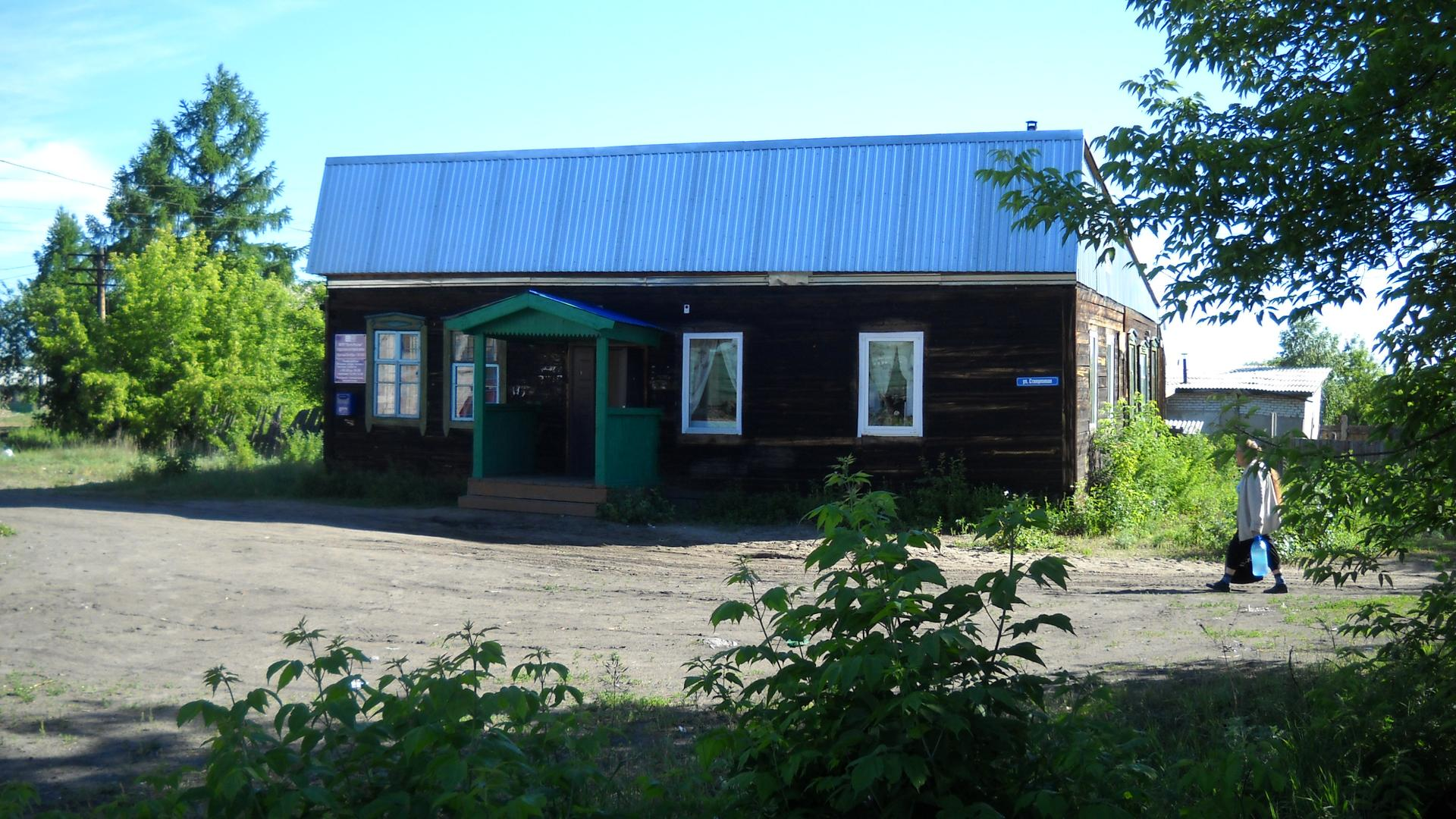
Filiale der Russischen Post
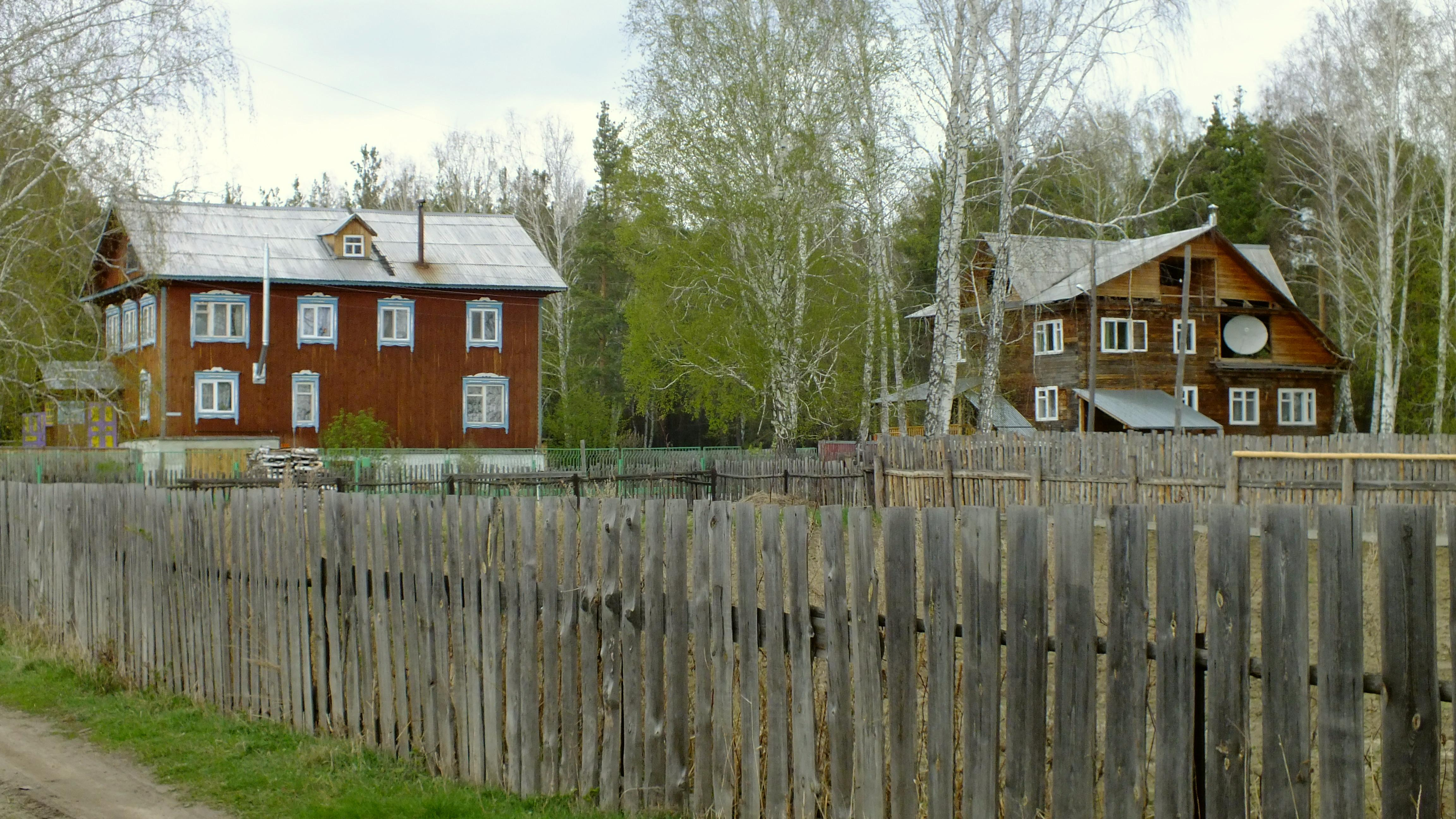
Holzhäuser in Krasny Oktjabr
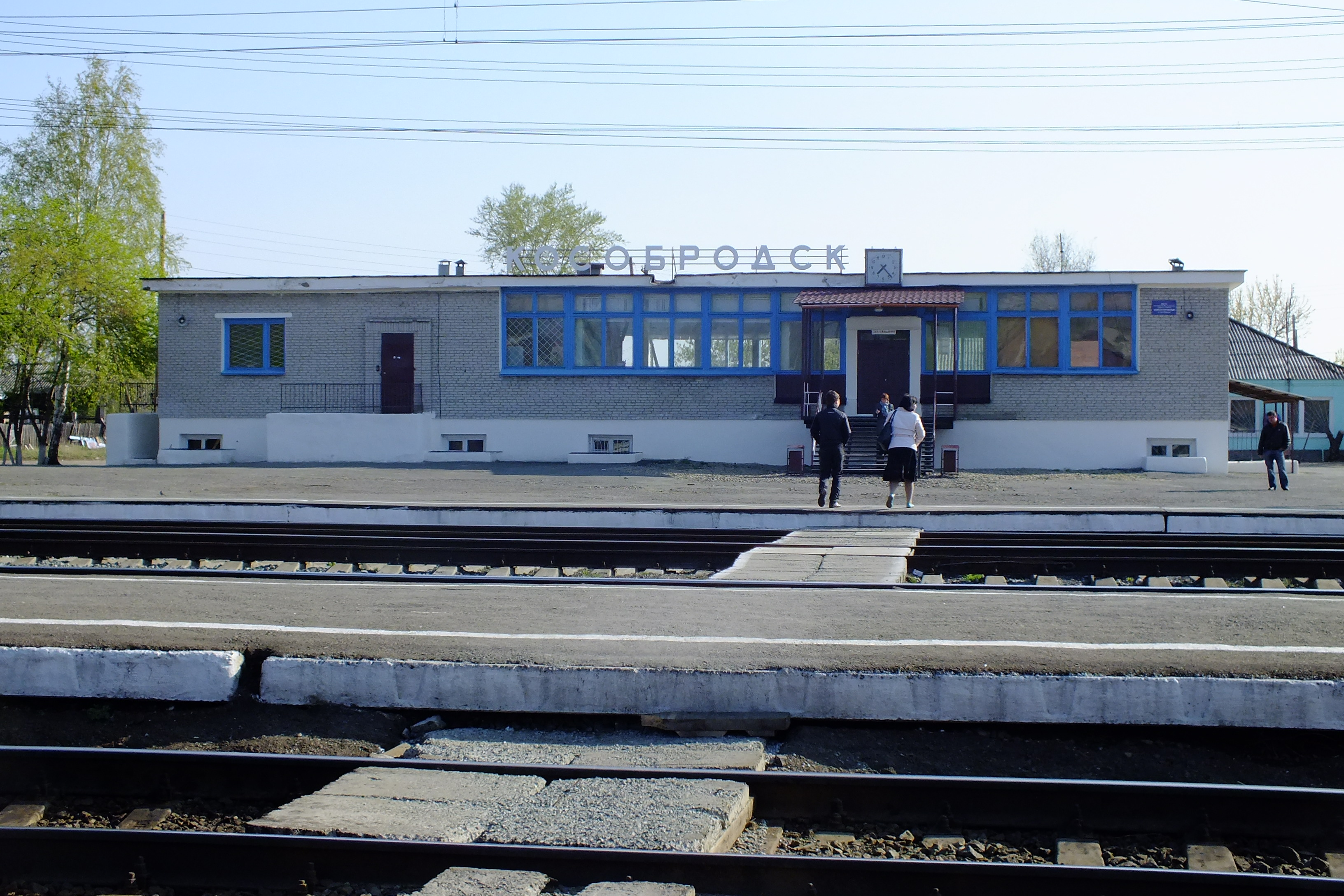
Bahnstation Kossobrodsk

## Geschichte
Der Ort in seiner heutigen Form entwickelte sich, nachdem unweit der älteren Ansiedlung Kossobrodsk 1934 die Eisenbahnstrecke Jekaterinburg – Kurgan vorbeigeführt und dort eine nach der Siedlung benannte Station eröffnet worden war. Am 22. Mai 1944 wurden die Stationssiedlung und die Siedlung bei einem mittlerweile errichteten holzverarbeitenden Betrieb vereinigt und zur Siedlung städtischen Typs erhoben. Zugleich erhielt der Ort seinen heutigen Namen, russisch für Roter Oktober, was für die Oktoberrevolution 1917 steht.
Zunächst gehörte die Krasny Oktjabr zum Jurgamyschski rajon mit Sitz im knapp 40 km südwestlich gelegenen Jurgamysch. Am 24. November 1955 wurde die Siedlung an den Tschaschinski rajon mit Sitz im gut 25 km nördlich gelegenen Dorf Tschaschi abgegeben. Seit dessen Auflösung zum 1. Februar 1963 gehört der Ort zum Kargapolski rajon.

### Bevölkerungsentwicklung
| Jahr | Einwohner |
| ---- | --------- |
| 1959 | 7491      |
| 1970 | 5880      |
| 1979 | 5209      |
| 1989 | 4517      |
| 2002 | 4178      |
| 2010 | 4234      |

Anmerkung: Volkszählungsdaten

## Verkehr
In Krasny Oktjabr befindet sich die Station Kossobrodsk bei Kilometer 313 der seit 1971 elektrifizierten Eisenbahnstrecke Jekaterinburg – Kurgan.
Über die Regionalstraße 37N-0615 ist der Ort an die etwa 12 km nordöstlich vorbeiführende föderale Fernstraße R354 angebunden, die ebenfalls Jekaterinburg und Kurgan verbindet. Von Krasny Oktjabr weiter in zunächst westlicher Richtung führt die Regionalstraße zur gut 20 km entfernten Siedlung und Bahnstation Twerdysch.